# 포신형 핵분열 무기

포신형 핵분열 무기의 개념도

포신형 핵분열 무기(砲身形 核分裂 武器)는 우라늄-235와 같은 핵물질을 뇌관과 실린더 타겟에 나누어 두었다가, 뇌관을 발사하여 두 핵물질을 결합시켜 임계 질량을 넘어서게 함으로써, 급격한 핵 연쇄 반응을 통해 핵분열에 기반한 폭발이 일어나록 고안된 핵무기이다.
최초의 포신형 핵분열 무기는 맨해튼 계획에 의해 제작된 리틀 보이이다. 리틀 보이는 1945년 8월 6일 히로시마 원자 폭탄 투하에 사용되었다.